# Gran empresa
Gran empresa es un concepto que está contrapuesto al de pequeña y mediana empresa, la gran empresa tiene 250 o más empleados/trabajadores. Las pequeñas y medianas empresas se definen como aquellas empresas que no sobrepasan una serie de límites ocupacionales o financieros, por lo que una gran empresa se puede definir dichos límites. 
Estos límites dependen de cada país, por lo que no hay una definición mundialmente exacta de que es una gran empresa. Por ejemplo, una empresa minorista con 80 empleados podría ser calificada de grande en Japón, pero una empresa mediana en la Unión Europea.